# El ruido del tiempo
El ruido del tiempo (Título original: The Noise of Time) es una novela biográfica de 2016 de Julian Barnes, el título cita el nombre de la obra en prosa de 1925 Шум времени del poeta ruso Ossip Mandelstam.
La novela cuenta la historia del compositor ruso Dmitri Shostakovich, tratando las condiciones de vida y de trabajo de un artista en una dictadura, concretamente, en la era estalinista y en la época posterior.

## Trama y estructura
El libro se divide en tres partes, en cada una de las cuales se describe una situación concreta a modo de narración enmarcada que ofrece el punto de partida para los recuerdos y reflexiones de Shostakovich:
En la primera parte, En las escaleras, se describe una situación de 1936: después de que la ópera de Shostakovich Lady Macbeth von Mzensk ocasionara el descontento de Stalin y Shostakovich fuera declarado enemigo del pueblo, acusándosele también de ser cómplice de una conspiración contra Stalin, espera todas las noches ser arrestado por la policía secreta (oficiales de la NKVD ). Para evitar que su esposa y su pequeña hija tengan que pasar por esto, él espera sentado en una silla frente a la puerta de su apartamento, escuchando el sonido del ascensor y temiendo que lo arresten.

Power had always been more interested in the word than the note: writers, not composers, had been proclaimed the engineers of human souls. Writers were condemned on page one of Pravda, composers on page three. Two pages apart. And yet it was not nothing: it could make the difference between death and life
El poder siempre había estado más interesado en la palabra que en la nota: los escritores, no los compositores, habían sido proclamados los ingenieros de las almas humanas. Los escritores fueron condenados en la página uno de Pravda, los compositores en la página tres. Dos páginas de diferencia. Y, sin embargo, no era nada: podía marcar la diferencia entre la muerte y la vida.
Julian Barnes, The Noise of Time, Vintage, 2017, p. 40

En la segunda parte, En el avión, Shostakovich está en su vuelo de regreso desde Nueva York en 1949, donde ha asistido a un congreso de paz soviético-estadounidense. A los ojos de la dirección soviética, ha sido rehabilitado. Si bien no hubiera querido participar en el congreso para no dejarse monopolizar por la propaganda estatal, no tuvo otra opción, e incluso tuvo que desvincularse oficialmente de algunas de sus obras anteriores y de los compositores que realmente admiraba, pero que iban en contra de la doctrina del arte socialista-realista.

Fear normally drives out all other emotions as well; but not shame. Fear and shame swilled happily together in his stomach.
El miedo normalmente expulsa por cierto todas las demás emociones, pero no la vergüenza. El miedo y la vergüenza se revolcaron felizmente juntos en su estómago.
Julian Barnes, The Noise of Time, Vintage, 2017, p. 63

La tercera parte, En el coche, cuenta los últimos años de Shostakovich en la era del sucesor de Stalin, Nikita Khrushchev. Shostakovich, ahora el compositor más famoso de su país, es conducido por Moscú por su chofer. Acepta las muchas medallas y honores del estado con bastante indiferencia. Lee discursos y firma artículos periodísticos que otros han escrito para él. Sus amigos saben que piensa realmente, pero para todos los demás semeja a un lacayo del gobierno soviético. Cree que se ha ajustado demasiado al sistema y, como resultado, ha perdido el respeto por sí mismo. Sin embargo, ya no tiene los pensamientos suicidas frecuentes que tenía en años anteriores.

Music — good music, great music — had a hard, irreducible purity to it. It might be bitter and despairing and pessimistic, but it could never be cynical. If music is tragic, those with asses’ ears accuse it of being cynical. But when a composer is bitter, or in despair, or pessimistic, that still means he believes in something [...] Art belongs to everybody and nobody. Art belongs to all time and no time. Art belongs to those who create it and those who savour it. Art no more belongs to the People and the Party than it once belonged to the aristocracy and the patron. Art is the whisper of history, heard above the noise of time [...] Time would pass, and though musicologists would continue their debates, his work would begin to stand for itself. History, as well as biography, would fade; perhaps one day Fascism and Communism would be merely words in textbooks. And then, if it still had value—if there were still ears to hear—his music would be ... just music.
La música, la buena música, la gran música, tenía una pureza dura e irreductible. Puede ser amarga, desesperada y pesimista, pero nunca puede ser cínica. Si la música es trágica, los que tienen orejas de burro la acusan de cínica. Pero cuando un compositor está amargado, desesperado o pesimista, eso todavía significa que cree en algo [,,,] El arte es de todos y de nadie. El arte pertenece a todos los tiempos y no al tiempo. El arte es de quienes lo crean y de quienes lo saborean. El arte no pertenece más al pueblo y al partido de lo que una vez perteneció a la aristocracia y al mecenas. El arte es el susurro de la historia, escuchado por encima del ruido del tiempo [...] Pasaría el tiempo, y aunque los musicólogos continuarían sus debates, su obra comenzaría a valerse por sí misma. La historia, al igual que la biografía, se desvanecería; Quizás algún día el fascismo y el comunismo sean meras palabras en los libros de texto. Y luego, si todavía tuviera valor, si todavía hubiera oídos para escuchar, su música sería... simplemente música.
Julian Barnes, The Noise of Time, Vintage, 2017.

## Contexto histórico

### En las escaleras: Lady Macbeth de Mtsensk

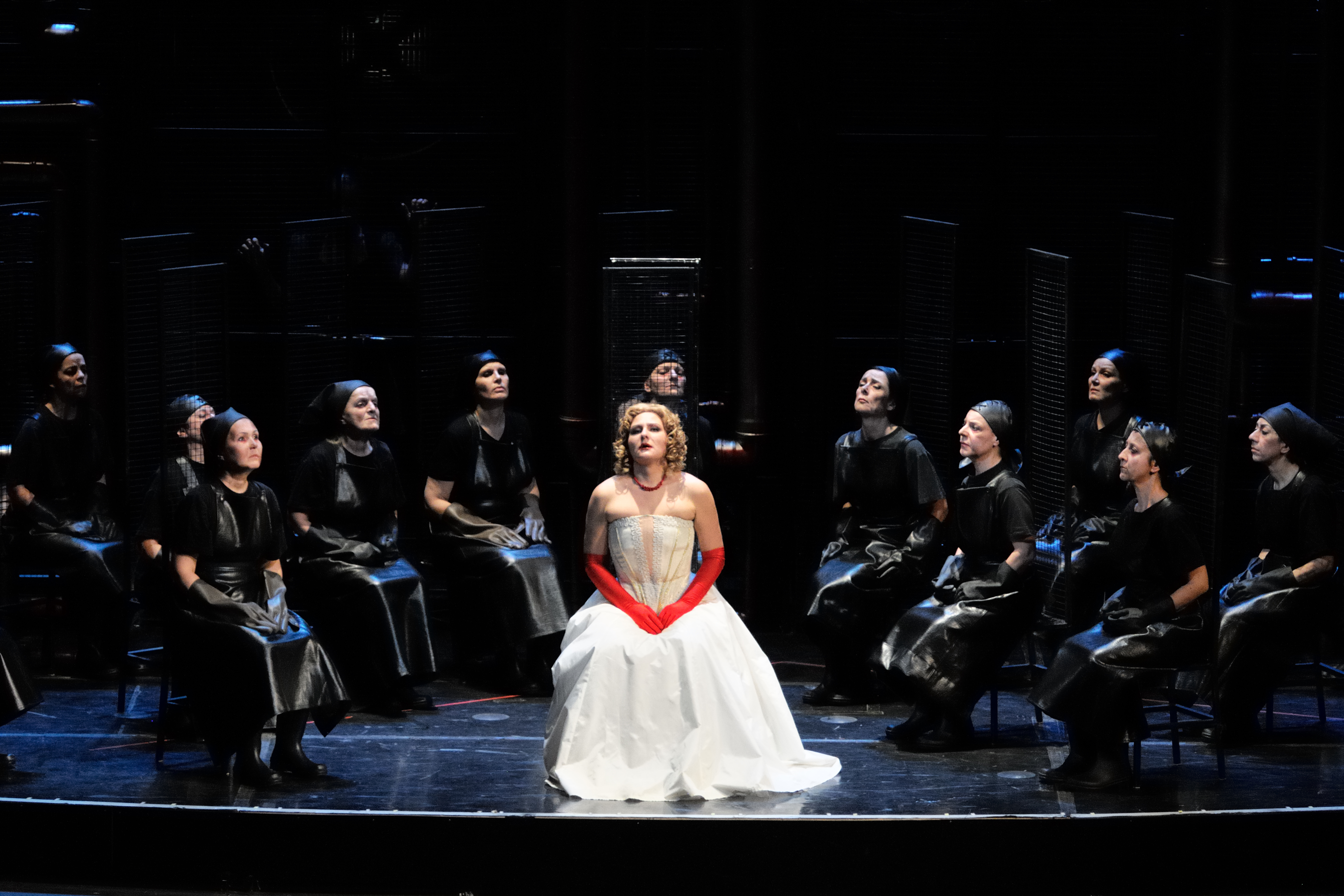
Representación de Lady Macbeth de Mtsensk en 2014

La segunda ópera de Shostakovich, Lady Macbeth de Mtsensk, causó gran revuelo. El estreno en Leningrado el 22 de enero de 1934 fue un gran éxito, dos días después se estrenó en Moscú. Durante dos años, con casi 200 representaciones en esas ciudades, la obra gozó de gran fama. La popularidad y el renombre de Shostakovich aumentaron, siendo aclamado por la crítica y el público. Dos años después del estreno, el 16 de enero de 1936, Stalin asistió a la representación de la obra en el Teatro Bolshoi junto con Viacheslav Mólotov, Andréi Zhdánov y Anastás Mikoyán. Stalin se sentó, escondido detrás de una cortina, en el palco del gobierno, a la derecha sobre el foso de la orquesta. El palco estaba blindado con placas de acero para contrarrestar posibles atentados. El metal amplificó los instrumentos de viento y retumbó justo en sus oídos. Un amigo había advertido a Shostakóvich de que debía posponer una planeada gira de conciertos en Arcángel para estar presente en esa actuación en particular. Shostakovich se quejó más tarde de que el "temperamento shashlik" del director húngaro lo había superado y que la orquesta se había excedido en la ejecución, particularmente en el interludio al final del Acto I, que ilustra un coito. Se dice que durante la ópera Stalin se levantó sin decir palabra y salió del teatro sin haber recibido a Shostakovich en su palco. Los relatos de testigos presenciales testifican que el compositor estaba «blanco como una sábana» cuando fue a inclinarse después del tercer acto. En el clima de la época, con el temor constante de caer en desgracia, esa reacción de Stalin equivalía casi a una ejecución. "Son tonterías, no música", le dijo Stalin al corresponsal de música del Izvestia.

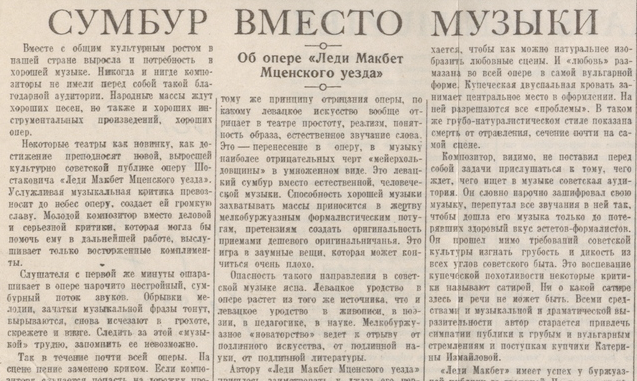
La columna crítica original de Pravda titulada Caos en vez de música contra Shostakóvich, el 28 de enero de 1936.

El 28 de enero, Pravda publicó un artículo sin firmar (es decir, sancionado por el partido)  sobre la ópera,  "Caos en lugar de música", probablemente escrito por el mismo Stalin, describiendo la obra como una expresión de "libertinaje radical de izquierda" e "innovación pequeñoburguesa", acusándola de "formalismo". Al director artístico Vladimir Ivanovich Nemirovich-Danchenko, quien inicialmente permitió que la ópera continuara representándose en su teatro a pesar del comentario de Pravda, se le preguntó poco después en una contribución de Izvestia: "¿Nemirovich-Danchenko cree seriamente que su teatro está fuera de la Unión Soviética? " Aunque señaló a las autoridades que las entradas estaban agotadas durante meses, tuvo que cancelar la obra. Shostakovich se enteró de ello en una gira de conciertos en el norte. Un crítico tras otro se disculpó y revidió sus opiniones anteriores, reconociendo que «no pudieron detectar las deficiencias de Lady Macbeth como lo había señalado Pravda». La fuertemente dogmatizada política cultural soviética, como la propagaba Zhdánov, desempeñó un papel en esto. El público en general también era de la opinión de que una ópera tenía que seguir el “principio de decoro” y “diseñar objetos estraordinarios de manera sublime”. Esto chocaba con la ópera de Shostakovich, que retrata a una asesina como heroína.
Durante los siguientes meses, Shostakovich durmió vestido, con una pequeña maleta debajo de la cama, siempre esperando que la policía secreta de la NKVD lo recogiera por la noche, como era costumbre en ese momento. Lo asaltaron la depresión y los pensamientos suicidas, que lo acompañarían a intervalos irregulares durante décadas. Fue convocado repetidamente a la sede del servicio secreto de Lubianka, que ya era notorio en ese momento, interrogado sobre los llamados "enemigos del pueblo" e intimidado. Un oficial de la NKVD llamado Sakrevsky lo amenazó con arrestarlo si no denunciaba a los presuntos co-conspiradores en un complot de asesinato. Shostakovich escapó del ultimátum solo porque el propio Sakrewski fue liquidado antes de que éste expirara. La ópera estuvo prohibida en la Unión Soviética durante casi treinta años, hasta 1961.

### En el avión: vuelo a los Estados Unidos en 1949
Las restricciones a su música y los problemas de vivienda de Shostakóvich mejoraron en 1949, cuando Stalin decidió que los soviéticos debían enviar representantes artísticos al Congreso Cultural y Científico para la Paz Mundial en la ciudad de Nueva York, y que Shostakóvich debería estar entre ellos. Para el compositor, fue una experiencia humillante, que culminó en una conferencia de prensa en Nueva York donde se esperaba que leyera un discurso preparado. Nicolas Nabokov, quien estuvo presente en la audiencia, fue testigo de que Shostakóvich comenzara a leer «con voz nerviosa y temblorosa» antes de que tuviera que interrumpir «y el discurso fue continuado en inglés por un suave barítono de radio».  Consciente de que Shostakóvich no era libre de decir lo que pensaba, Nabokov le preguntó públicamente si apoyaba la denuncia reciente de la música de Ígor Stravinski en la Unión Soviética. Si bien era un gran admirador de Stravinski, que había sido influenciado por su música, no tuvo otra alternativa que responder afirmativamente. Nabokov no dudó en escribir que esto demostraba que Shostakóvich «no era un hombre libre, sino una herramienta obediente de su gobierno». El compositor nunca perdonó a Nabokov esta humillación pública.

### En el coche: los últimos años

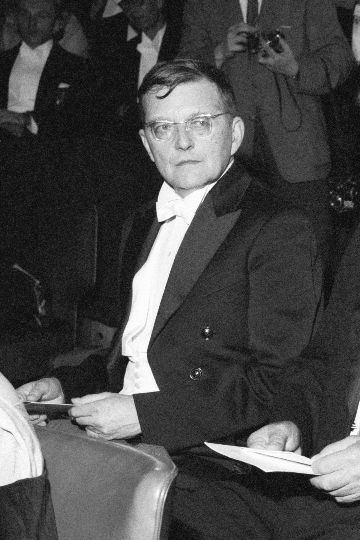
Shostakóvich en 1958 durante una visita a Finlandia.

El año 1960 marcó otro punto de inflexión en la vida de Shostakóvich: se unió al Partido Comunista. Este evento ha sido interpretado como una muestra de compromiso, una marca de cobardía, el resultado de la presión política o su libre decisión. Por un lado, el apparátchik era indudablemente menos represivo de lo que había sido antes de la muerte de Stalin. Por otra parte, su hijo recordó que el evento hizo llorar a Shostakóvich y que más tarde le dijo a su esposa Irina que había sido chantajeado. Lev Lebedinski dijo que el compositor corría peligro de suicidarse. A partir de 1962, se desempeñó como diputado en el Sóviet Supremo de la Unión Soviética. En sus últimos años sufrió problemas crónicos de salud, adoleciendo de poliomielitis y quebrándose varias extremidades.

## Recepción
Luis Gago pone en tela de juicio la aproximación al carácter de Shostakovich: "En última instancia, todos elegimos el Shostakovich en el que queremos creer. Barnes ha elegido una figura no muy diferente a la de Volkov [un discutido biógrafo de Shostakovich]: amargado y golpeado por la vida. Para él, el despreocupado y brillante Mitya [diminutivo de Dmitri] está tan completamente alienado del anciano compositor que parecen personas completamente diferentes, incluso (se imagina) para el mismo Shostakovich. Pero este no es el Shostakovich que imagino cuando leo sus cartas a Sollertinsky y Glikman: allí, la conexión entre el niño prodigio de Leningrado y el viejo veterano de Moscú es cierta. La calidez y el afecto nunca flaquean, se reía entre dientes de la última carta de Glikman al día de su muerte y se mostraba quisquilloso cuando le preguntaban cuál era su "última obra", como si no viviera para componer otra [...] para aquellos que prefieren su Shostakovich en colores más oscuros, El ruido del tiempo sonará verdadero. Esta es una novela, después de todo, no una biografía; así que tenemos a Shostakovich exactamente como el mismo Barnes imagina que es: no un héroe, sino un gran compositor cuya música aspira a trascender las garras de la historia misma."
Christopher Carroll destaca la virtuosidad estilística, pero considera que Barnes podría haber acentuado más lo musical: "El libro está bellamente escrito. Hay un ritmo maravilloso en la prosa —los pasajes largos están interrumpidos por ráfagas entrecortadas de frases sueltas— y  Barnes escribe con una cristalina claridad. Sin embargo, ver a Shostakovich retorcerse en un tormento interior puede ser tedioso, especialmente porque su música, que es la causa de su preocupación, está casi completamente ausente del libro. Es tentador imaginar lo que podría haber hecho un escritor de la habilidad del Barnes al intentar capturar el sonido de Shostakovich en palabras. Barnes, quien una vez describió la literatura como "un proceso de producción de mentiras grandiosas, hermosas y bien ordenadas que dicen más verdad que cualquier conjunto de hechos", parece haber perdido la oportunidad de brindar más información sobre el hombre."
Orlando Figes considera que Barnes captó adecuadamente la atmósfera reinante en la Unión Soviética: "una novela que, como El loro de Flaubert, mezcla ficción y biografía, memoria y mito... Pero a diferencia de El loro de Flaubert, que se deleita en la imposibilidad de reconstruir jamás una biografía, El ruido del tiempo hace justamente eso. En él, Barnes asume un conocimiento sobre los pensamientos y emociones privados de Shostakovich, un conocimiento basado en gran parte en las memorias sobre él, y nos pide que creamos que nos está llevando adentro de su cabeza... Desde los fragmentos inconexos de los párrafos iniciales, el el lector tiene la confianza de estar en manos de un maestro narrador, sabiendo que todas estas imágenes volverán con un significado simbólico... Barnes tiene una buena idea de cómo era la vida en la Unión Soviética. Capta bien el humor negro, la ironía y el cinismo que impregnaban los círculos intelectuales en los que se movía Shostakovich."
Deutschlandfunk señaló otro aspecto de la obra: "El libro puede leerse como una novela histórica que trata sobre el miedo, el oportunismo y la verdad. Es también una novela erótica sobre amoríos experimentales, como si Shostakovich hubiera buscado -y no encontrado- la libertad que la sociedad comunista negaba en las formas abiertas de la vida privada. Sobre todo, sin embargo, es una novela de artista que conserva la esperanza de que, si no el propio artista, al menos su arte pueda elevarse por encima de los abismos de la historia. '¿Qué se puede hacer contra el ruido del tiempo?', pregunta Barnes en el pasaje central.  'Solo la música que llevamos dentro, la música de nuestro ser, que algunos transforman en música real. Y que, si es lo suficientemente fuerte, verdadera y pura como para ahogar el estruendo del tiempo, se transforma en los susurros de la historia a lo largo de las décadas'”.
Tal vez Barnes haya previsto la crítica de ciertos musicólogos, dice en El ruido del tiempo:

It seemed such a brief while ago that they were all laughing at Professor Nikolayev's definition of a musicologist. Imagine we are eating scrambled eggs, the Professor used to say. My cook, Pasha, has prepared them, and you and I are eating them. Along comes a man who has not prepared them and is not eating them, but he talks about them as if he knows everything about them - that is a musicologist.
Parecía tan poco que todos se estaban riendo de la definición de musicólogo del profesor Nikolayev. Imagínate que estamos comiendo huevos revueltos, decía el profesor. Mi cocinera, Pasha, los ha preparado, y tú y yo los estamos comiendo. Viene un hombre que no los ha preparado y no los está comiendo, pero habla de ellos como si supiera todo sobre ellos: ese es un musicólogo.